# Čelina (Konjic, BiH)
Čelina je naseljeno mjesto u općini Konjic, Federacija Bosne i Hercegovine, BiH.

## Zemljopis
Čelina je selo udaljeno 18 – 20 kilometara od Buturović Polja, a oko 45 km od grada Konjica. Smješteno je u podnožju Čelinske planine.

## Stanovništvo

### 1991.
Nacionalni sastav stanovništva 1991. godine, bio je sljedeći:
ukupno: 132
- Muslimani – 122
- Hrvati – 10

### 2013.
Nacionalni sastav stanovništva 2013. godine, bio je sljedeći:
ukupno: 73
- Bošnjaci – 73

## Vanjske poveznice
- Satelitska snimka  Arhivirana inačica izvorne stranice od 28. siječnja 2021. (Wayback Machine)